# Chengdu J-7
Le Chengdu J-7, ou plus simplement J-7 ou F-7, est un avion de chasse chinois dérivé du Mikoyan-Gourevitch MiG-21 soviétique.

## Histoire

Un J-7III chinois en 1993.

En 1958, la République populaire de Chine avait acquis une licence de production pour le MiG-19, l'achat de celle du MiG-21F-13 étant alors aussi planifié pour en équiper l'armée populaire de libération. Mais ces prévisions furent altérées par la dégradation des relations sino-soviétiques qui devaient mener en 1960, à la rupture entre les deux pays. L'industrie chinoise de l'armement disposait déjà des plans du MiG-21F-13 Fishbed-C et de son moteur R-11F-300, mais les Chinois prirent beaucoup de retard. Moscou s'en servit comme exemple du manque de compétences des Chinois (disant implicitement que l'aide soviétique était indispensable), ce à quoi les Chinois répliquaient que leurs plans contenaient des erreurs peut-être intentionnelles (c’est-à-dire une accusation de sabotage délibéré), ce qui montre l'animosité des relations. 
Malgré la faiblesse de l'industrie aérospatiale chinoise de l'époque, les efforts aboutirent de façon remarquable en moins de quatre ans et le premier avion copié vola en janvier 1965. Les Chinois lui donnèrent la désignation de J-7 et son moteur, lui aussi copié, fut renommé WP-7 (de Wopen- turboréacteur), les deux étant produits à l'usine aéronautique de la ville de Chengdu.
En décembre 2011, on annonce que le J-7 est retiré des premières lignes en Chine.

## Versions

### Première génération: le J-7I (F-7A)

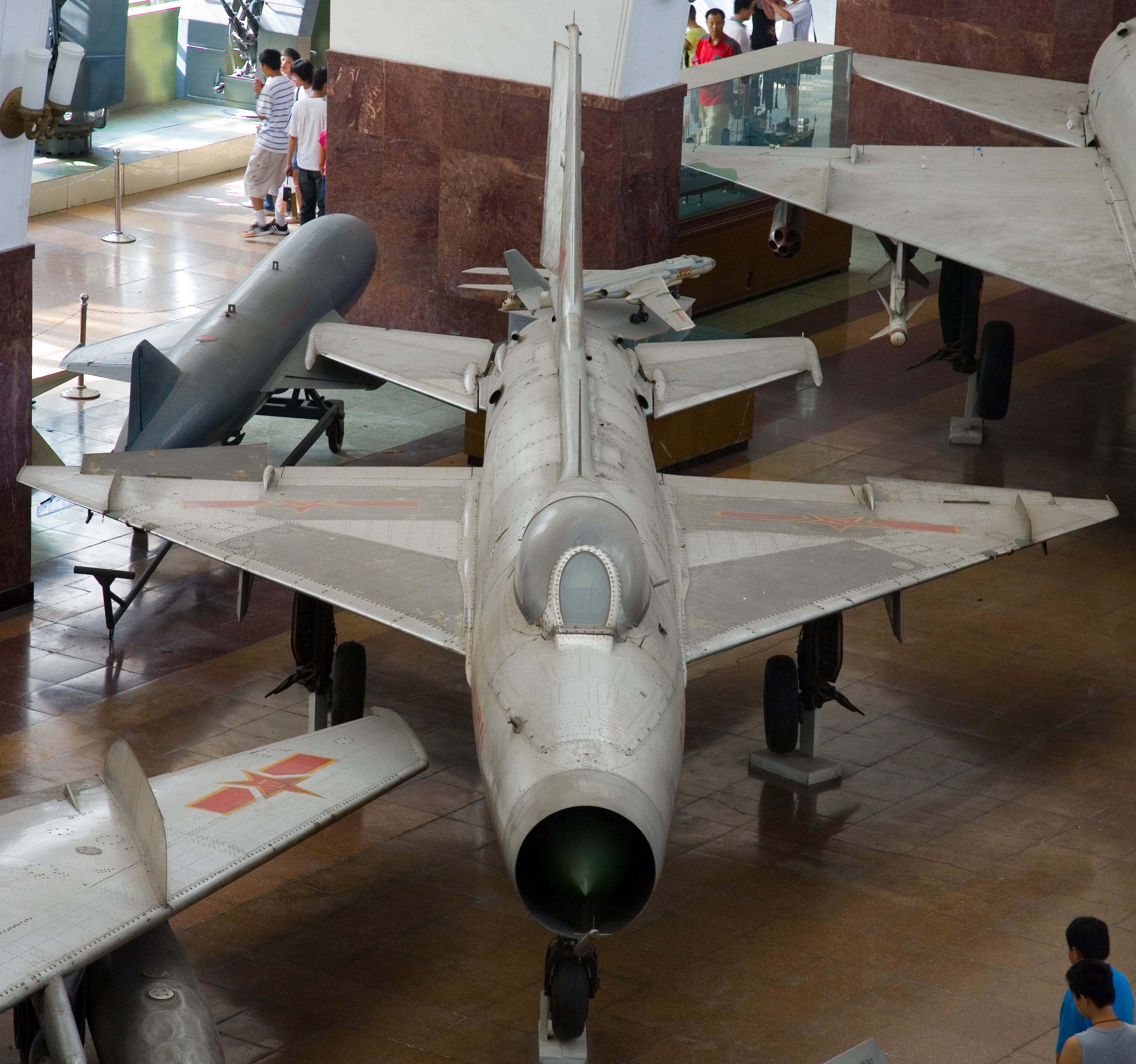
Un J-7I dans le Musée militaire de la Révolution du peuple chinois à Pékin en 2007.

Construction du premier prototype à partir de 1964, et premier vol le 17 janvier 1966 (le Jane's indique 1969). Particularités : verrière en une seule pièce fermant le cockpit, et devant protéger le pilote en cas d'éjection (il semble que ce système fonctionnait mal…). 
La production commença en juin 1967 mais la Révolution culturelle provoqua son arrêt après la construction de soixante exemplaires et l'assemblage inachevé de vingt autres. Une vingtaine de J-7I, appelés F-7A, furent exportés, en Albanie (alors seul allié de la Chine) et en Tanzanie. Il fallut attendre 1972, pour que les chaînes se remettent en route et que l'avion continue à être livré jusqu'en 1980, mais rapidement l'appareil fut supplanté par la version suivante.

### Seconde génération: le J-7II (F-7B)
À partir de 1976, le J-7II, fut développé par Chengdu en collaboration avec Shenyang. Il était équipé d'un pare-brise fixe indépendant de la verrière qui s'ouvrait vers l'arrière, d'un nouveau siège éjectable HTY-4 zéro-zéro. Le logement du parachute de freinage avait été déplacé sur le bas de la dérive, dont la corde avait été augmentée, le cône d'entrée d'air avait été rendu automatique et plus progressif, et le moteur était un Liyang WP-7B avec un canal de postcombustion amélioré délivrant 43,16 kN à sec et 59,8 kN avec postcombustion, et pouvant fonctionner 200 heures entre deux révisions. Un canon fut ajouté du côté gauche, les deux armes étant alimentées par soixante obus et le pylône ventral fut renforcé pour embarquer un réservoir largable de 800 litres. La version d'exportation F-7B pouvait être armée de missiles air-air Matra R550 Magic. Elle fut vendue à partir de 1982 à l'Égypte (60 exemplaires) et à l'Irak (80 exemplaires entre 1983 et 1987 selon l'Institut international de recherche sur la paix de Stockholm). Une variante appelée F-7BS avec cinq points d'emport d'armement au lieu de trois, dix appareils vendus au Sri Lanka.

### Troisième génération: J-7III, JJ-7 (FT-7) et F-7M Airguard

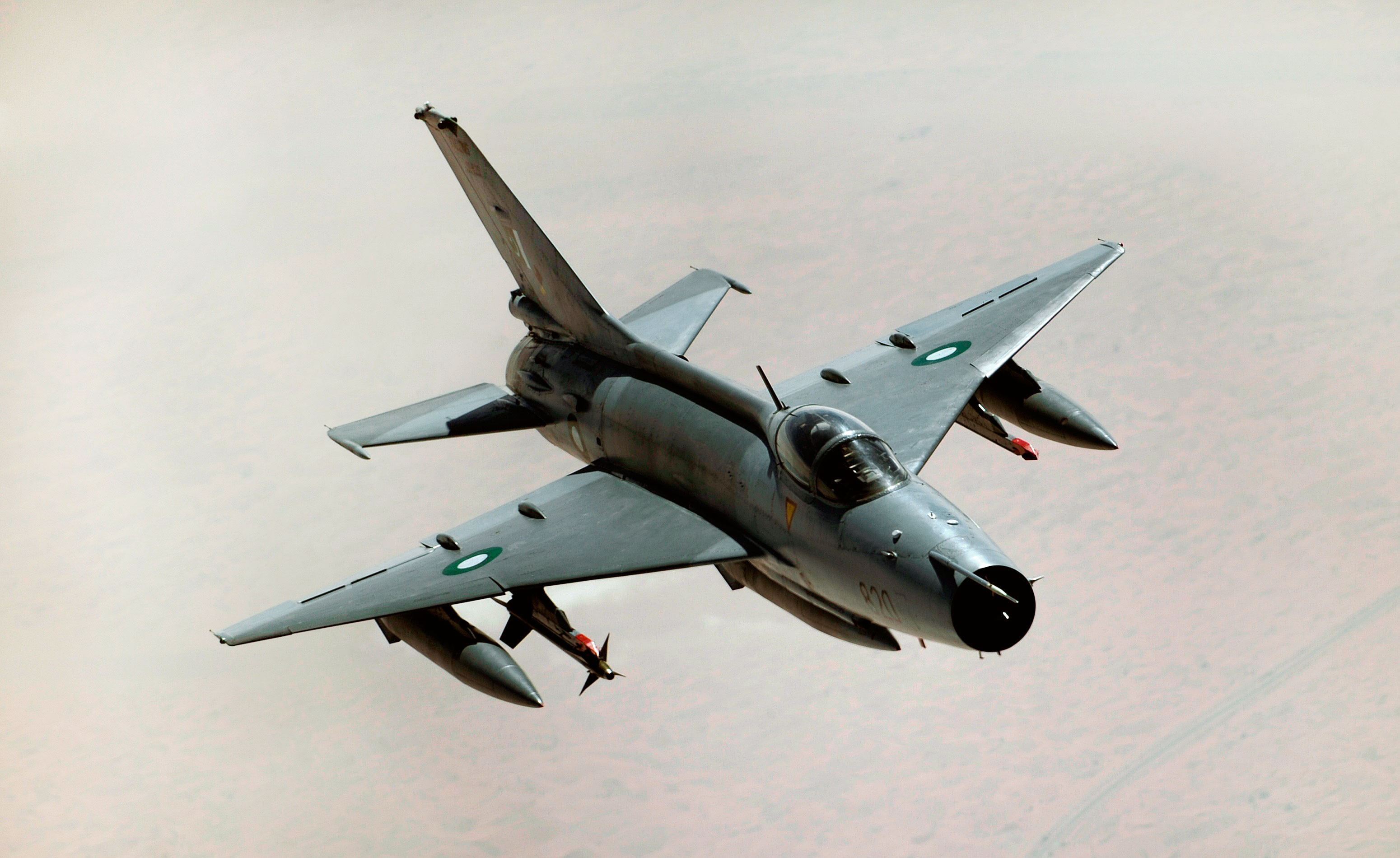
Un F-7 pakistanais en 2009.

De nouvelles versions du J-7 ont été développées dans les années 1980 car les performances des J-7I et J-7II sont très inférieures à celles des chasseurs mis en ligne dans les autres armées à cette époque. La première, le J-7III, est destinée à la défense du territoire chinois, mais le F-7M Airguard visait les marchés export. 
- J-7III : appareil développé par Chengdu et Guizhou à partir de 1981, avec un premier vol en avril 1984. Cette version fut lancée en copiant le MiG-21MF-96F Fishbed-J, dont un exemplaire roumain fut étudié par les ingénieurs chinois. Cependant, les Chinois y apportèrent un grand nombre d'améliorations. Le moteur était un WP-13 d'une puissance de 40,2 kN de poussée à sec, soit un peu plus que le modèle soviétique, et de 64,7 kN avec PC ; l'appareil était aussi équipé d'un radar chinois JL-7 fonctionnant en bande J, d'un RWR omnidirectionnel LJ-2 et de contre-mesures. Il était encore en service en Chine à la fin des années 1990, en nombre toutefois très limité.

- F-7M Airguard : version pour l'exportation conçue avec de l'aide occidentale à partir de 1980, dévoilé en octobre 1984 (bien que le nom d'Airguard ne soit apparu qu'en 1986) et présenté au Bourget en 1987. Dérivé du J-7II et non du J-7III, son avionique était d'origine occidentale, dont un HUD Hudwac "type 956" de la firme GEC-Marconi, qui fournissait aussi le calculateur de symbologies de visée, et un radar BAe Systems Skyranger "type 226", tous d'origine britannique, qui allégeaient la charge de travail du pilote. Le système électrique fut aussi modernisé, ainsi que le reste de l'électronique. Les points d'attache sous les ailes furent reconstruits pour accepter des missiles air-air Matra R550 Magic 1 ou PL-7, ou encore des bombes de 500 kilogrammes et des paniers de roquettes de 57 et 90 mm, deux autres points d'attache furent ajoutés à l'extérieur, pour embarquer des réservoirs largables de 500 litres. Le moteur était un WP-7BM, de même puissance mais sans le besoin d'un réservoir de démarrage. L'appareil connut un remarquable succès à l'exportation malgré sa conception ancienne, avec 28 exemplaires vendus au Bangladesh, 36 à la Birmanie, 20 à l'Iran, 20 au Soudan et 22 au Zimbabwe.

Les Pakistanais achetèrent une version modifiée, le F-7P Skybolt, doté d'un siège éjectable britannique Martin-Baker Mk 10L zéro-zéro, d'un équipement de navigation d'origine américaine (système ILS Collins AN/ARN-147, ADF AN/ARN-149 et un Pro-line DME-42), et des points d'attache extérieurs permettant d'emporter quatre missiles AIM-9L ou M Sidewinder, Matra R550 Magic ou PL-7 (en). 20 exemplaires furent livrés au Pakistan à partir de 1988.
À partir de 1995 fut développée une variante appelée F-7MP, dotée d'un radar italien multimode FIAR Grifo 7. 80 exemplaires furent livrés au Pakistan et 15 des F-7P livrés à ce pays furent transformés en F-7MP.

### Quatrième génération: "Super-7", J-7E (F-7MG), J-7FS (F-7MF), J-7BGI…

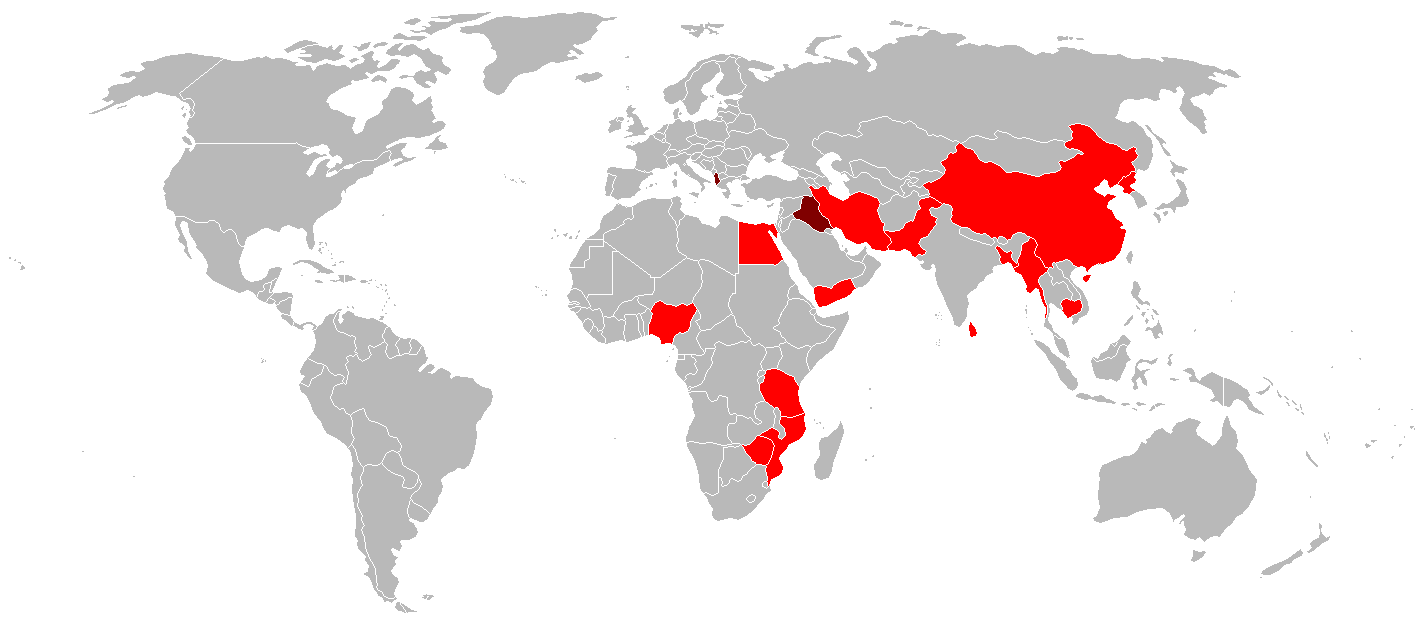
Nations ayant utilisé le J-7 en date de 2009, en bordeaux, les pays où il n'est plus en service

Au XXIe siècle, la production continue avec un nouveau modèle basé sur le J-7II, le J-7E, qui a pour principal caractéristique l'adoption d'une aile en double delta qui augmente la surface alaire de l’avion de 8.17 %. Il fit son premier vol en 1990, entra en production en 1993 et il est livré à 263 exemplaires à l’Armée Populaire de Libération jusqu’en 2002.
En 2010, la version J-7BGI, dernière en date, a été exportée pour l'Armée de l'air du Bangladesh, pour un coût de 5,85 millions de dollars l'unité.
L'industrie de l'armement de la république populaire de Chine aurait produit de 2 400 à 2 800 J-7 de toutes versions, dont 500 ont été exportés.